# Ferdinand Folef von Innhausen und Kniphausen
Mr. Ferdinand Folef baron von Inn- und Kniphausen (Nienoord, 4 mei 1804 - Groningen, 23 november 1884), bijgenaamd de Dolle Jonker, was heer van Nienoord en burgemeester van Leek en Marum.

## Levensloop
Folef, lid van de familie Von Innhausen und Kniphausen en zoon van Haro Caspar von Innhausen und Kniphausen en Susanna Elisabeth Alberda van Bijma groeide op in een gezin van in totaal vijf kinderen, van wie er twee op jonge leeftijd overleden. Hij was de broer van de in 1805 geboren Wendelina Cornera barones von Inn- und Kniphausen en de in 1807 geboren Scato Lodolph baron von Inn- und Kniphausen. Deze laatste stond door zijn misvorming bekend als de Kreupele Jonker; Folef zou door zijn uitbundige levensstijl als de Dolle Jonker bekendstaan.
Op 18-jarige leeftijd ging Folef in de stad Groningen rechten studeren. Nadat hij gepromoveerd was in de rechten, brak de Belgische opstand uit en werd Folef luitenant bij de Groningse mobiele schutterij. Hij maakte onder andere de Tiendaagse Veldtocht mee en promoveerde uiteindelijk tot kapitein.
In 1842 overleed Haro Caspar, waarop Folef heer van Nienoord werd. Uiteindelijk stierf Folef ongehuwd, waardoor hij de laatste Inn- und Kniphausen van Nederland werd. Hij werd begraven op het kerkhof te Midwolde.
De Jonkersvaart is genoemd naar zijn gelijknamige grootvader  Ferdinand Folef von Innhausen und Kniphausen (1735-1795).